# ماجستيك إف سي
نادي ماجستيك لكرة القدم (بالإنجليزية: Majestic FC)‏، المعروف أيضًا باسم ماجيتسيك أو ماجستيك إف سي، هو نادي كرة قدم في بوركينا فاسو مقره في واغادوغو ويلعب في الدوري البوركينابي الممتاز.